# Mandir Kalash

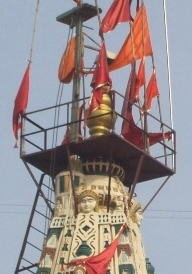
Kalash del tempio di Mumba Devi

Un mandir kalash è una guglia di metallo o pietra utilizzata in cima alle cupole dei templi indù. È stato utilizzato per questo scopo sin dalle ere dei Chalukya, Gupta e Maurya.

## Tipi
Fondamentalmente, ci sono quattro tipi di mandir kalash: 
- Singh-Kalash ( Singh: corno): questo è il kalash più comunemente usato, come nel tempio Siddhivinayak a Mumbai. Ha la forma del corno di un toro. Quindi, è chiamato così.
- Tri-Kalash ( Tri: albero): Questo è un gruppo di tre lunghi kalash. È utilizzato principalmente sui Gopura e i cancelli principali. Esempio: Tempio di Badrinath.
- Matka-Kalash ( Matka : pentola): questo kalash ha la forma di brocche e pentole di terracotta. Sembra che i vasi siano stati messi uno sopra l'altro. Esempio: Tempio di Mumba devi.
- Gol-Kalash ( Gol : giro): Questo kalash è rotondo e ha una punta molto piccola e fine in cima. Esempio: Tempio di Jagannath, Puri

## Materiali
I Kalash sono per lo più realizzati in metallo. I principali metalli utilizzati sono acciaio, ferro, alluminio e bronzo. Nei famosi templi come Shree Samadhi Mandir, Shirdi e Tirupati, vengono utilizzati metalli nobili come l'oro e l'argento. Il platino è usato raramente.
Nei tempi antichi, i templi scolpiti nella pietra avevano un kalash di pietra. Molti templi come Ellora Caves, Hampi e Mahabalipuram hanno ancora questi kalash di pietra. Nel sud dell'India, i Kalash fatti di legno sono comuni. Inoltre, nei piccoli templi di legno usati nelle case dagli indù, i kalash sono scolpiti nel legno o fatti di metallo.

## Galleria d'immagini

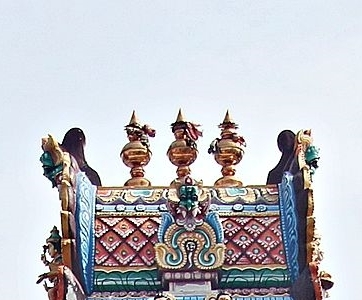
Tri Kalash su un Gopuram nel tempio di Meenakshi, Madurai
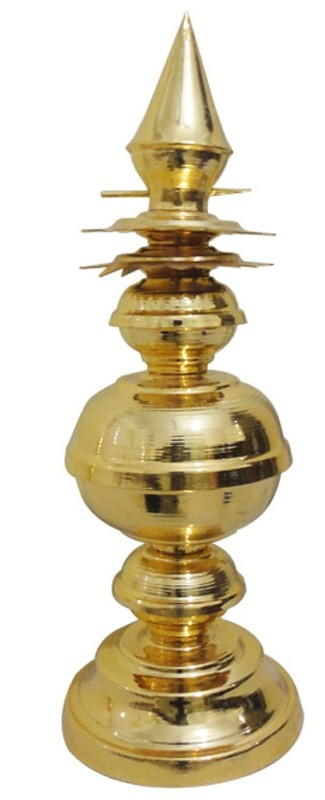
Un Matka Kalash di metallo
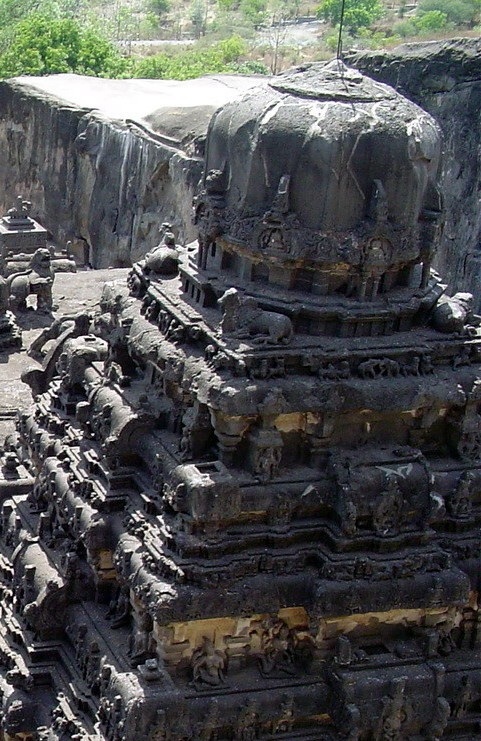
Kalash scolpito nella pietra, Tempio di Kailasha, Grotte di Ellora
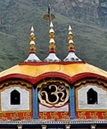
Tri Kalash, Tempio di Badrinath
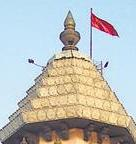
Singh Kalash, Tempio di Siddhivinayak, Mumbai
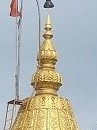
Matka Kalash, Shree Samadhi Mandir, Shirdi
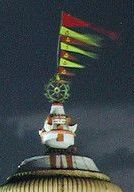
Gol Kalash, Tempio di Jagannath, Puri
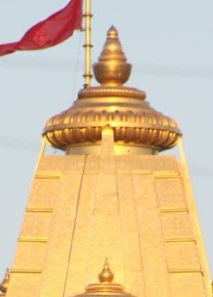
Ampio e piatto Singh Kalash, Tempio di Abu Ambaji, Gujarat